# Arte de la lengua mexicana (1754)
Arte de la lengua mexicana è un poco conosciuto dizionario della lingua nahuatl, scritto da Joseph Augustin Aldama y Guevara e pubblicato nel 1754.
L'Arte di Aldama y Guevara deriva in buona parte da altri dizionari precedenti sulla lingua Nahuatl, in particolare dall'Arte de la lengua mexicana con la declaración de los adverbios della di Horacio Carochi.
Aldama y Guevara indica il saltillo con un accento circonflesso posto sulla vocale che precede il termine della parola, o con un accento grave sulla vocale precedente negli altri casi, segnando le vocali lunghe con  un accento acuto (in contrasto con il macron Carochi).